# Photis pugnator
Photis pugnator is een vlokreeftensoort uit de familie van de Photidae. De wetenschappelijke naam van de soort is voor het eerst geldig gepubliceerd in 1945 door Clarence Raymond Shoemaker.